# Scammell Mechanical Horse

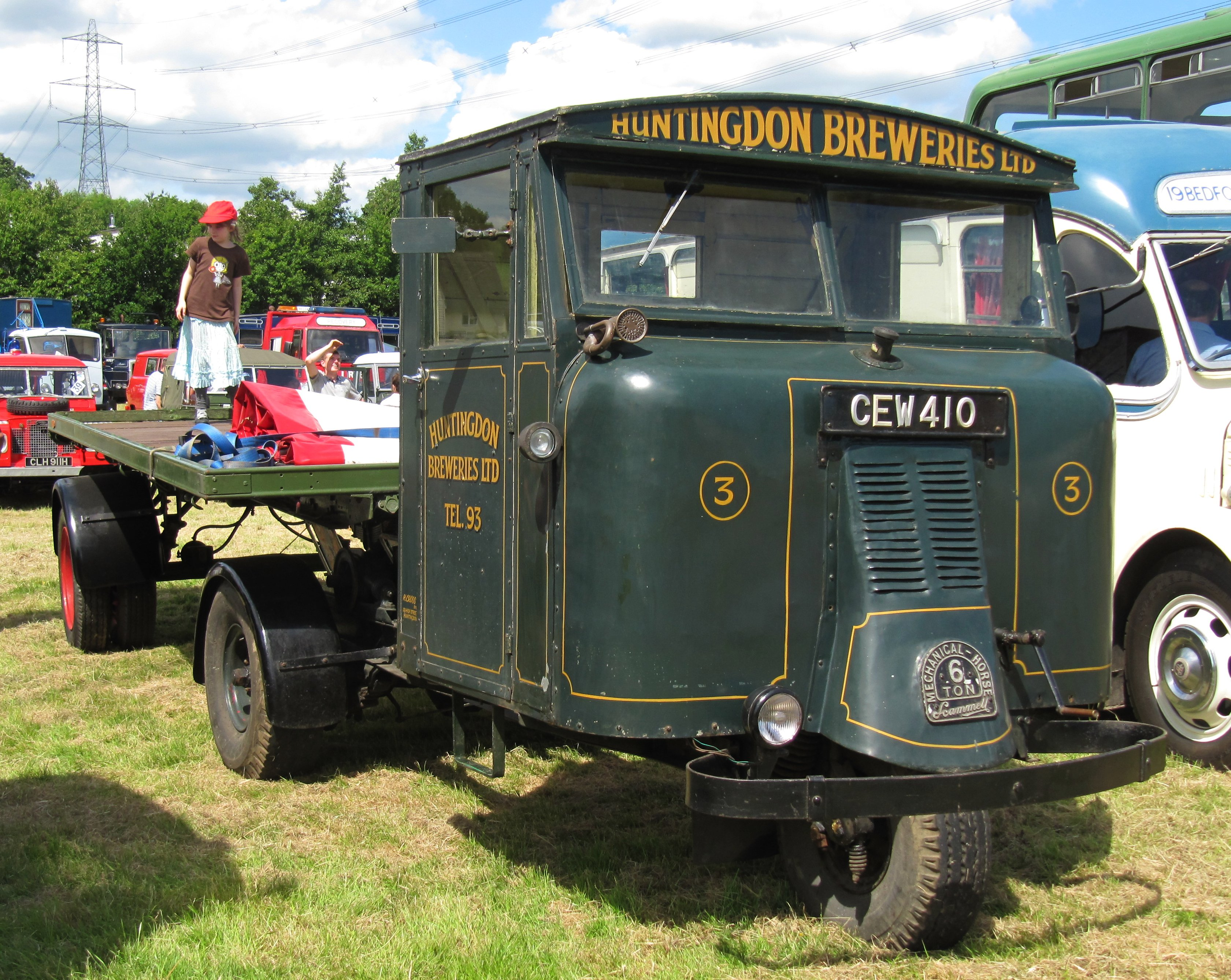
Een Scammell Mechanical Horse 6-tonner voor een brouwerij

De Mechanical Horse is een trekker-oplegger combinatie die begin jaren 1930 bedacht werd door Napier & Son. De oplegger en trekker zijn op eenvoudige en snelle wijze van elkaar los te koppelen. De trekker heeft verder één voorwiel in de middenlijn. Inclusief twee latere versies waren de voertuigen in productie tussen 1934 en 1968 bij Scammell Lorries.

## Voorgeschiedenis
De London and North Eastern Railway (LNER) had Napier & Son in de jaren 1930 benaderd om paarden voor lokaal transport te vervangen waarbij wel de flexibiliteit en de wendbaarheid van paard en wagen behouden bleven. Napier maakte een aantal ontwerpen, maar wilde niet verder met dit project. In 1933 kocht Scammell Lorries het ontwerp van de driewielige trekker van Napier. Het ontwerp werd vervolgens aangepast door Oliver Danson North, een ingenieur en ontwerper van Scammell Lorries.

## Versies

### Mechanical Horse

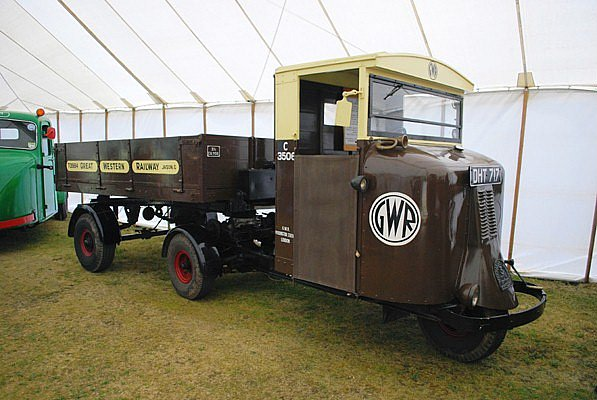
Een Mechanical Horse van de GWR

De productie van de driewielige Mechanical Horse begon in 1934. Deze combinatie van trekker en oplegger had een automatische koppeling zodat snel en eenvoudig de oplegger en trekker gewisseld konden worden. Het voorwiel kon 360 graden waarmee het zeer wendbaar was. De voertuigen hadden een stalen chassis met daarop een houten bestuurderscabine met canvas deuren.
De Mechanical Horse kwam in twee uitvoeringen, geschikt voor het trekken van ladingen van drie ton en zes ton. De trekkers waren voorzien van een Scammell viercilinder zijklepbenzinemotor met een cilinderinhoud van 1125 cc voor de 3-tonner en een zwaardere motor van 2043 cc voor de grotere 6-tonner. De laatste motor leverde een vermogen van 38 pk bij 3200 toeren per minuut en voor de lichtere motor lag het vermogen op 24 pk eveneens 3200 tpm. De versnellingsbak telde vier versnellingen vooruit en een achteruit. Op de weg was een maximumsnelheid van ongeveer 20 mpu (ongeveer 30 km/u) mogelijk. De koppeling tussen trekker en oplegger was grotendeels automatisch waarbij de bestuurder niet hoefde uit te stappen.
De Mechanical Horse werd vooral gebruikt door spoorwegmaatschappijen, maar ook andere bedrijven, met name brouwerijen, zagen de voordelen in. Het Britse leger gebruikte ze in de magazijnen en op vliegdekschepen. Het succes van de Mechanical Horse was groot en hielpen Scammell Lorries door de economisch moeilijke jaren 1930.
Vanaf 1937 werd de Mechanical Horse door FAR in licentie gemaakt in Frankrijk. In deze versie, die bekend stond als de Cheval Mécanique, werd de motor van de succesvolle Citroën Traction Avant gebruikt. De Franse productie ging door tot 1970. FAR was een Franse vrachtwagenfabrikant, gelieerd aan Chenard & Walcker.

### Scarab

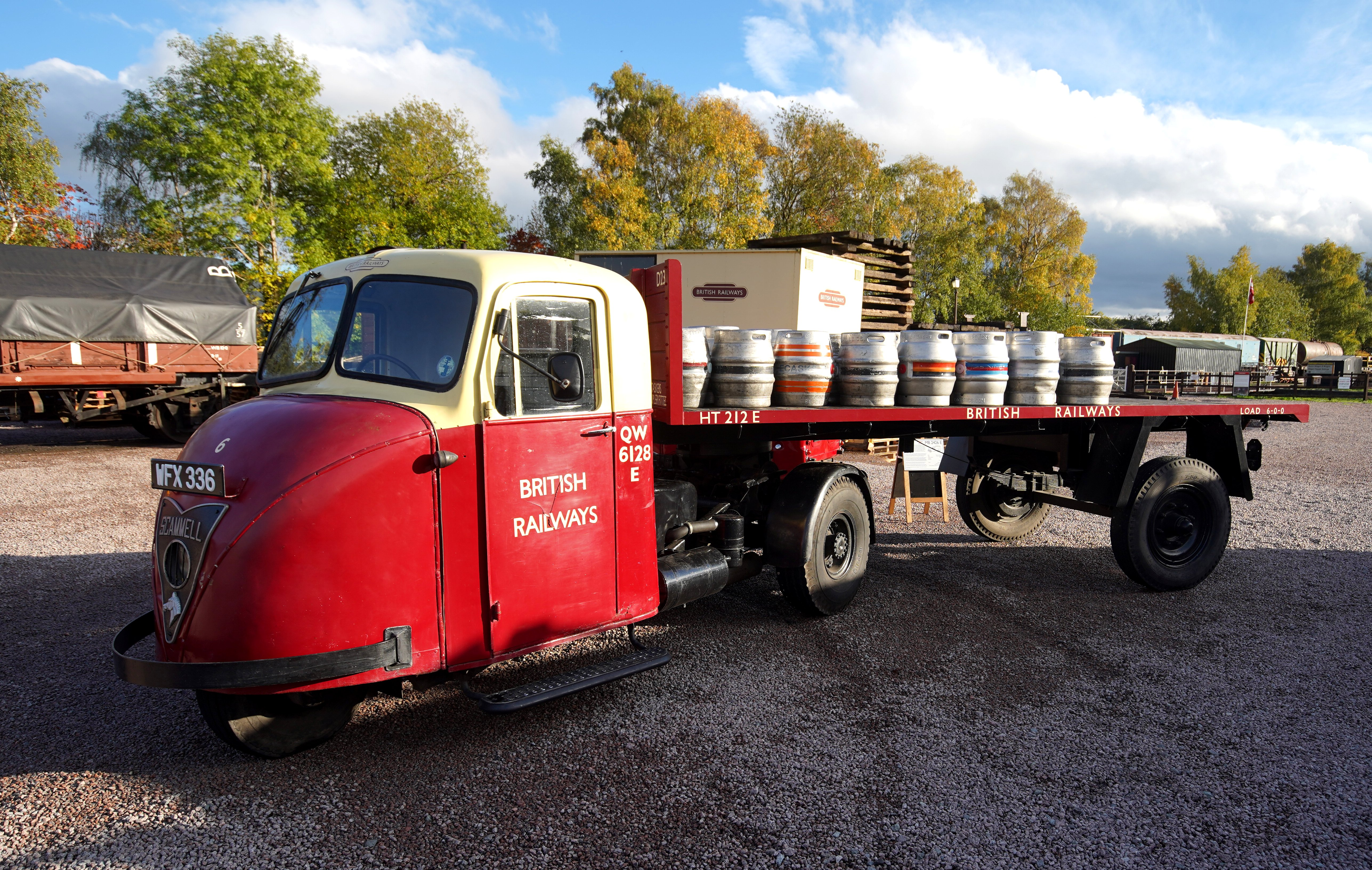
Een Scammell Scarab

Eind jaren 40, na een productie van 14.000 stuks werd de Mechanical Horse vervangen door de Scammell Scarab. Het chassisframe en daarmee het zwaartepunt werd verlaagd om de stabiliteit te verbeteren. De motor, versnellingsbak en achteras werden als één geheel gemaakt wat het onderhoud vergemakkelijkte. Dit hele pakket werd laag in het chassis achter de bestuurderscabine gemonteerd wat de stabiliteit verder ten goede kwam. De radiateur werd in de achterwand van de cabine gemonteerd en de koellucht kwam binnen via een inlaat achter de rechtercabinedeur. De grotere zijklepbenzinemotor van 2090 cc werd gebruikt voor zowel de 3- als de 6-tonsmodellen. De maximum snelheid kwam op 35 mph ofwel circa 50 km/h. Er werd ook een dieselmotor in het assortiment opgenomen, met de Perkins 4-199 voor de 3-tonsmodellen en P4203 voor de 6-tonners. De ronde, volledig stalen cabine nu met vaste deuren, leverde iets meer comfort voor bestuurder. De Scarab bleef in productie tot 1967.

### Townsman

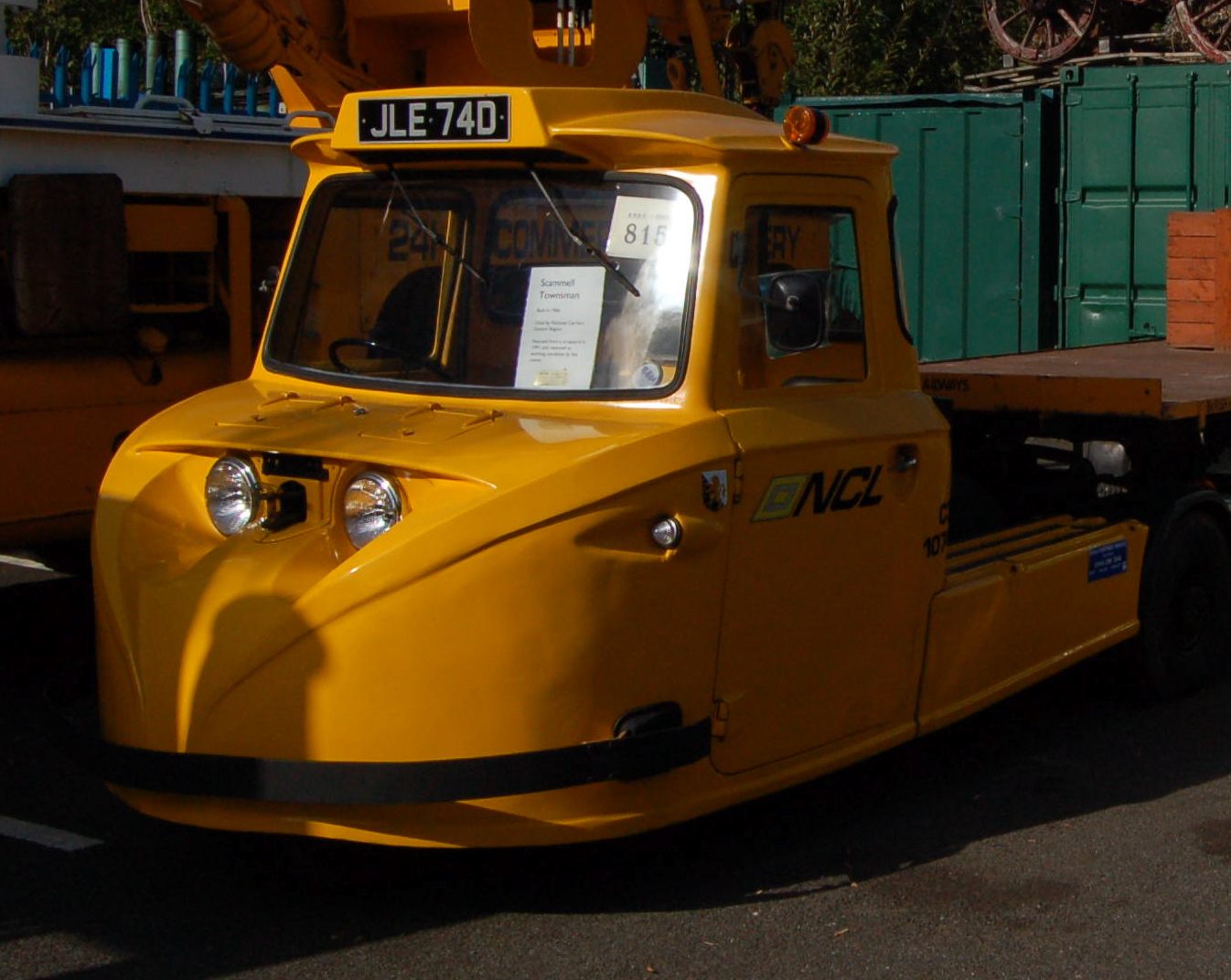
Scammell Townsman

De Scammell Townsman was de opvolger, maar het 6-tonsmodel verdween en deze rol werd overgenomen door meer conventionele vrachtwagens. De Townsman leek veel op de Scarab maar met technische verbeteringen zoals een verbeterde ontgrendelingsmechanisme voor de oplegger. De cabine werd gemaakt van glasvezel, een flexibeler product dan plaatstaal waardoor de vorm ronder en complexer werd. Er kwam een nieuw remsysteem, verwarming, achteruitkijkspiegels en nog veel meer. Later werd een grotere motor gemonteerd, de Leyland OE160, nadat Scammell Lorries onderdeel was geworden van de Leyland Group. De Townsman kon een maximale snelheid van 50 mph (70-80 km/h) bereiken en werd vooral gebruikt door British Rail. De Townsman had geen remmen op alle wielen, alleen de achteras had remmen.
Nieuwe wetgeving eind jaren zestig maakte remmen op alle wielen een verplichting en dit betekende min of meer het einde van dit voertuig. De productie eindigde in 1968. In de 35 jaar waren er ongeveer 30.000 Mechanical Horses en latere versies geproduceerd en circa 100.000 opleggers. Het aantal behouden exemplaren ligt in de tientallen.